# Mikania cordifolia
Mikania cordifolia là một loài thực vật có hoa trong họ Cúc. Loài này được (L.f.) Willd. mô tả khoa học đầu tiên năm 1803.